# Abborrtjärnen (Voxna socken, Hälsingland, 682555-147820)
Abborrtjärnen är en sjö i Ovanåkers kommun i Hälsingland och ingår i Ljusnans huvudavrinningsområde.